# 常州地铁
常州地铁是中华人民共和国江苏省常州市的城市轨道交通系统，于2019年9月21日随1号线开通正式投入运营，截至2021年，有營運2條线路，全长54公里，其主要运营单位为2012年成立的常州市轨道交通发展有限公司运营。截止2024年，有2条在建线路，为5号线和6号线。

## 线路
常州地铁目前开通1号线和2号线，于文化宫站换乘。

常州地铁线路图

| 线路名称 | 开通日期      | 起点站／終点站 | 起点站／終点站 | 车站数目 | 里程 km | 车辆基地                 | 车型编组 |
| -------- | ------------- | -------------- | -------------- | -------- | ------- | ------------------------ | -------- |
| █ 1号线  | 2019年9月21日 | 森林公园       | 南夏墅         | 29       | 34.24km | 百丈车辆段、南夏墅停車場 | 6B       |
| █ 2号线  | 2021年6月28日 | 青枫公园       | 五一路         | 15       | 19.79km | 丁堰车辆段               | 6B       |

## 票价

### 基本票价
常州地铁和公交的票价遵循“公益优先、合理分担、合理比价、递远递减和同网同价”的原则。常州地铁的起步价为2元，可乘5公里，晋级里程5、5、7、7、9公里，每晋一级分别增加1元。
| 里程       | 票价           |
| ---------- | -------------- |
| 5公里以内  | 2元            |
| 5-10公里   | 3元            |
| 10-15公里  | 4元            |
| 15-22公里  | 5元            |
| 22-29公里  | 6元            |
| 29公里以上 | 每9公里增加1元 |

### 优惠政策
常州地铁实行以下优惠：
1. “市民卡”、“龙城通卡”，以及全国交通一卡通、江苏交通一卡通[12]可享受9.5折优惠。
2. 每位成年人可以免费携带1名身高1.3米（含）以下的儿童乘车，超过1名按超过人数购票。
3. 常州市的中小学生，包括小学、初中、普通高中、职业中专、职业高中学生，以及身高1.3米以上学龄前儿童，享受5折优惠。
4. 60～69周岁老年人（除工作日高峰时段7:00～9:00、16:00～18:00）享受5折优惠，工作日高峰时段可享受9.5折优惠。
5. 70周岁（含）以上老年人（除工作日高峰时段7:00～9:00、16:00～18:00）免费乘坐，工作日高峰时段享受9.5折优惠。
6. 常州市低保人群可享受5折优惠。
7. 残疾人、残疾军人、因公致残人民警察、现役军人、烈属、享受国家抚恤补助的优抚对象、见义勇为先进个人，以及获得国家无偿献血奉献奖、无偿捐献造血干细胞奖和无偿献血志愿服务终身荣誉奖的个人，可以免费乘坐。
8. 其他法律、法规、政策有免费、优惠票价乘坐城市公共交通规定的，按照规定执行。
9. 地铁与公交相互换乘。地铁按刷卡进闸机的时间计时、公交按刷卡的时间计时，首次刷卡计时后60分钟（含）之内，地铁与公交相互换乘，不限刷卡换乘次数，每次换乘刷卡时的基础票价首先优惠1元、然后再实行常规的刷卡优惠。

2015年，常州、苏州、无锡三市之间的异地刷卡可享受当地的刷卡优惠政策，江苏省内其他城市来常州乘车刷卡暂无优惠。
2021年9月1日起，全国交通一卡通、江苏交通一卡通等卡种在常州乘坐地铁和公交，均可享受与本地卡同等折扣和换乘优惠，包括乘地铁9.5折，乘公交6折，公交与地铁、公交与公交在60分钟内相互换乘，持“常州行”APP和“我的常州”APP扫码乘公交亦可享换乘优惠。

### 购票方式
截至2024年，常州地铁可以使用以下方式购票：
1. 常州地铁官方APP二维码、支付宝乘车码、微信城市通乘车码，直接扫码进站
2. 在自助设备区通过支付宝、微信、银联等方式购买单程票
3. 通过市民卡、龙城通卡、江苏交通一卡通、交通联合卡（含NFC）刷卡进站
4. 四是通过首通纪念票卡刷卡进站。

常州地铁的最大乘车时间为120分钟，超过时限需要加收线网最高单程票价后方可出站，除非是因不可抗力、轨道交通原因导致的原因。

## 在建线路
根据常州地铁官网，2023年9月，国家发展改革委对《常州市城市轨道交通第二期建设规划（2023-2028 年）》进行了批复，该批复包括常州地铁5号线，而常州地铁5号线先行工程（揽月湾站~西太湖站）为5号线一部分，该部分环评征求意见稿已被常州地铁官网发布。同年10月29日，5号线正式开工。2024年9月，6号线正式开工。